# Amsterdam, New York
Amsterdam je grad u američkoj saveznoj državi New York. Prema popisu stanovništva iz 2010. u njemu je živjelo 18.620 stanovnika.